# Air Ministry Specification
Die Air Ministry Specifications waren ein von 1917 bis 1949 verwendetes Bezeichnungssystem zur eindeutigen Kennzeichnung der technischen Ausschreibungsanforderungen für Luftfahrzeuge des britischen Air Ministry.
Operational Requirements (OR, Operationelle Anforderungen) waren die Vorstufe zu einer Air Ministry Specification und wurden beginnend mit „1“ durchnummeriert. Ein Beispiel sind die OR.229, die zur AM Specification B.35/46 führten, aus der schließlich die Avro Vulcan und Handley Page Victor hervorgingen.

## Geschichte

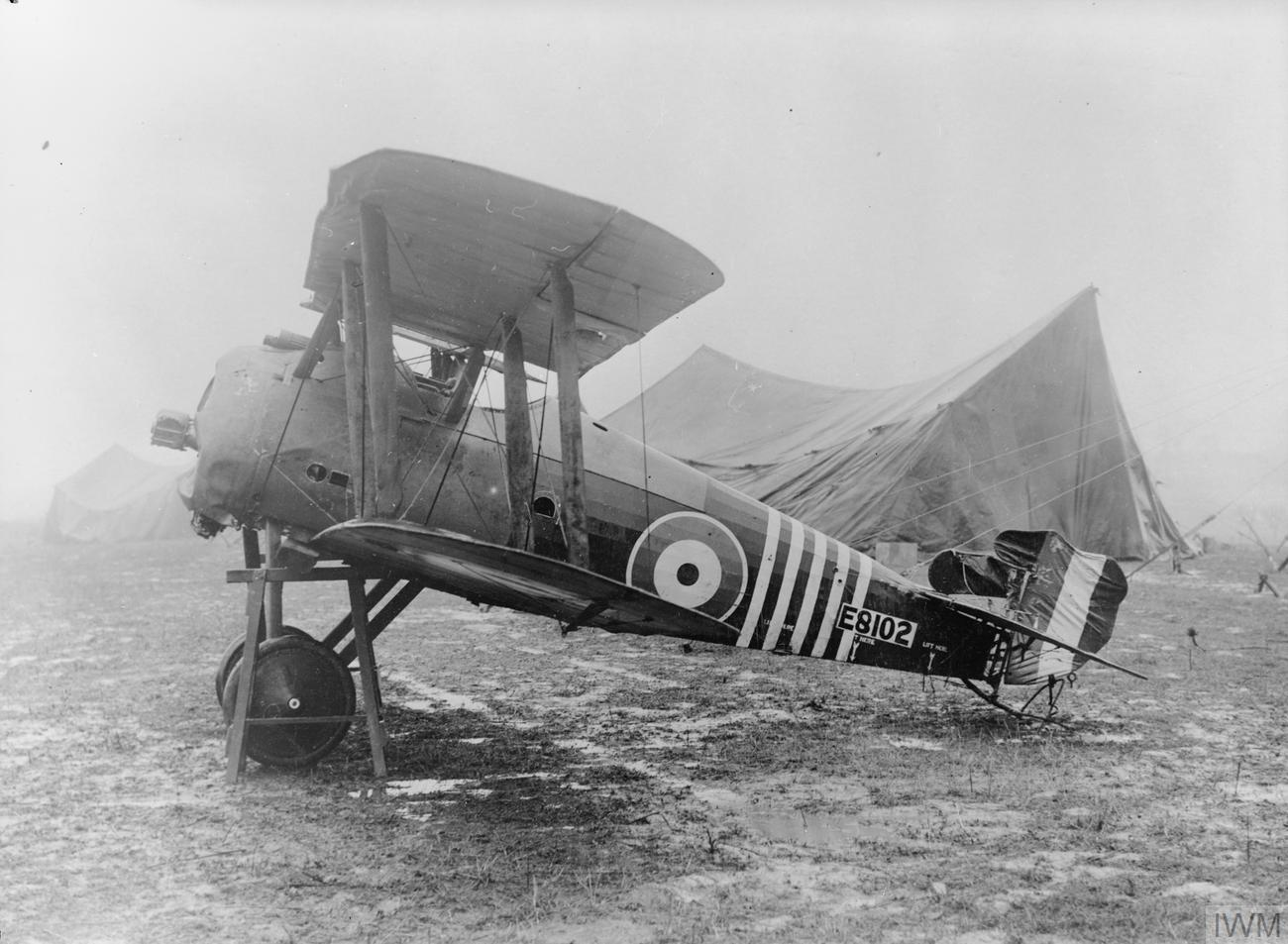
Die Sopwith Snipe war das erste britische Flugzeug, das nach einer offiziellen Ausschreibung (A.1(a)) entwickelt wurde.

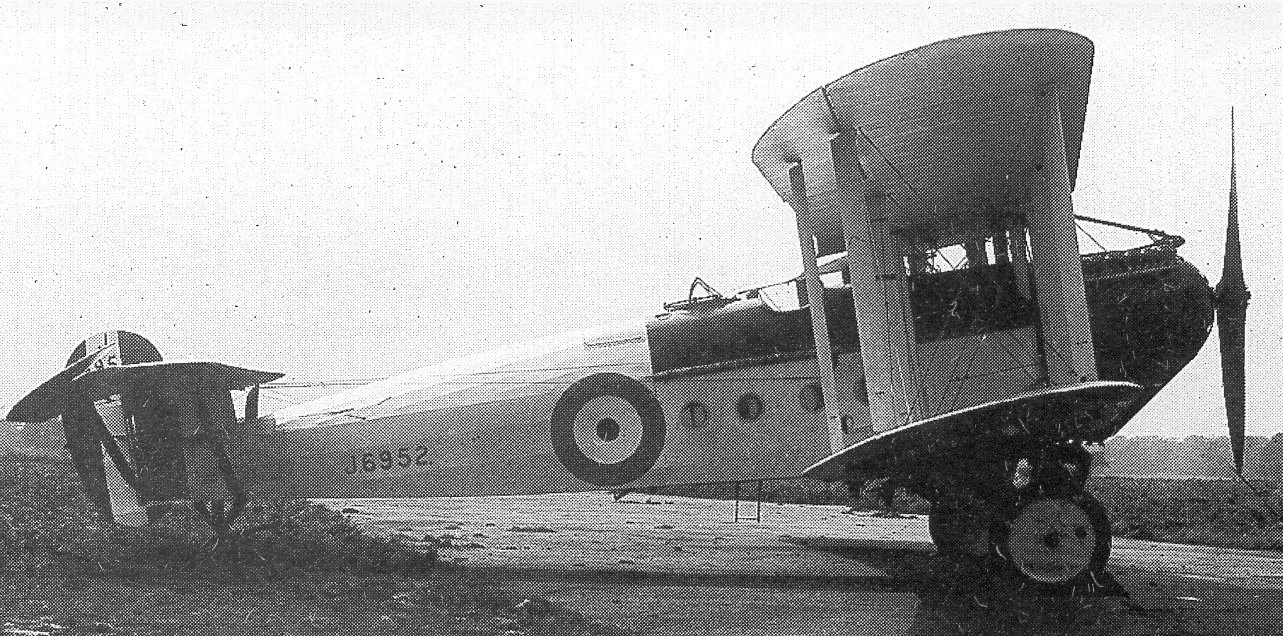
Die Avro Aldershot wurde nach der Spezifikation 2/20 entwickelt.

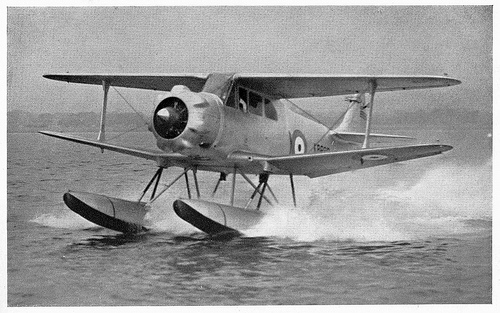
Das ferngesteuerte Zieldarstellungsflugzeug Airspeed Queen Wasp basiert auf den Ausschreibungsanforderungen Q.32/35

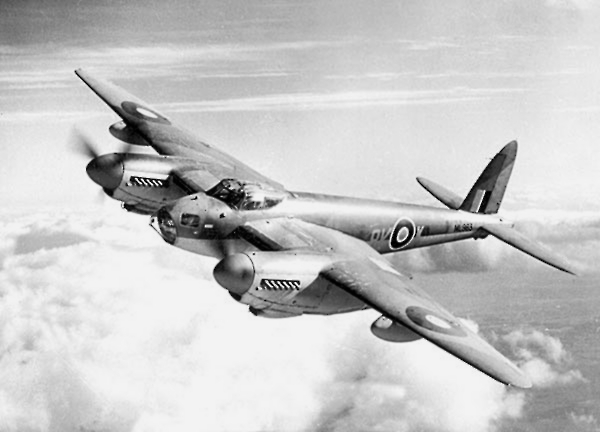
Die de Havilland DH.98 Mosquito wurde nach der Air Ministry specification B.1/40 entwickelt

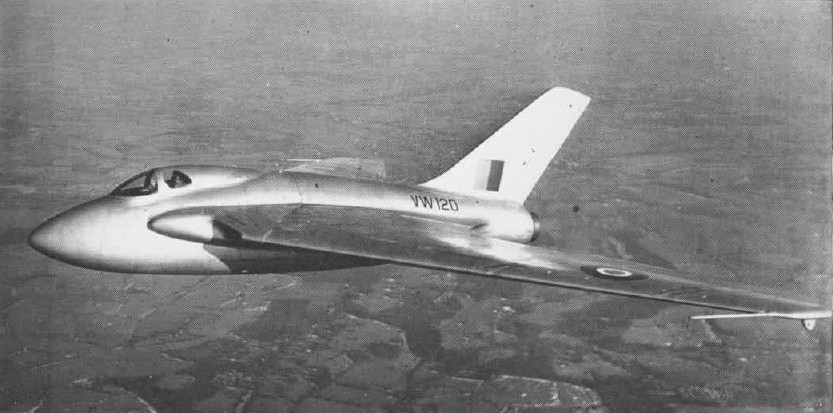
E.18/45 war die Grundlage für die De Havilland DH.108 Swallow

Zwar war in Großbritannien vor dem Ersten Weltkrieg offiziell das Royal Flying Corps (RFC) als übergeordnete Organisation sowohl für die „militärische“ als auch für die „Marine-Luftfahrt“ zuständig. Doch führten ständige Kompetenzstreitigkeiten zwischen Armee und Marine letztlich dazu, dass im Juli 1914 die Admiralty die Marineluftwaffe alleine kontrollierte und den Royal Naval Air Service (RNAS) aufstellte.
Infolge der sich daraus ergebenden konkurrierenden Ausschreibungen mit oftmals identischen Anforderungen, wurde im Februar 1916 eine Verfügung erlassen, der zufolge die beiden militärischen Dienste eine Einrichtung zur Koordinierung der entsprechenden Ausschreibungen vorzusehen haben. Ein Kabinettsminister wurde zum Vorsitzenden ernannt und sollte das eingerichtete Air-Board überwachen. Das Air-Board sollte an das Kriegskomitee Empfehlungen herausgeben, die den Einsatzbedarf beider Dienste gleichermaßen abdecken und für eine effektive und kostengünstige Abwicklung sorgen sollten.

## 1917-System
Die Befugnisse des Air-Boards wurden im April 1917 noch dahingehend erweitert, dass es nun auch festlegen durfte welcher Typ von Flugzeug eine bestimmte, festgelegte Rolle in den beiden Diensten am besten erfüllen werde. Zur Kennzeichnung der jeweiligen Entscheidung wurde ein eigenes numerisches System eingeführt. RFC-Ausschreibungen erhielten das Präfix „A“, und „N“ war für diejenigen des RNAS vorgesehen. Einsitzer wurden mit der Ziffer „1“ (A.1 für das RFC und N.1 für das RNAS) und Zweisitzer entsprechend mit einer „2“ gekennzeichnet. Ergänzend konnte mit einem Suffix in Klammern eine weitere Unterteilung vorgenommen werden. Das System begann mit dem Typ A.1(a) (siehe auch Bezeichnungssystem für Luftfahrzeuge der britischen Streitkräfte), einem einmotorigen, einsitzigen Jagdflugzeug, das den Piloten die bestmöglichen Sichtverhältnisse bieten sollte. Diese erste offizielle Ausschreibung wurde von der British Aerial Transport Company (BAT), von Sopwith und Westland mit Entwurfsvorschlägen beantwortet. So entstand mit der Sopwith Snipe als Gewinner das erste Flugzeug nach offiziellen Ausschreibungsvorgaben.

## 1920-System
Im Januar 1920 wurde ein vollkommen neues numerisches System eingeführt, das so aufgebaut war, dass mit der „1“ gefolgt von einem „/“ und den letzten zwei Stellen des Ausgabejahres begonnen wurde. Mit der Ausschreibung „1/20“ wurde ein System eingeführt, das für die nächsten 29 Jahre im Prinzip Gültigkeit behielt. Lediglich im Jahr 1927 wurde vor der ersten Ziffer noch ein Präfix eingeführt, das die zugedachte Verwendung des Flugzeugs angab. Dieses System wurde konsequent angewendet und man ging so weit, dass sogar für einzelne Varianten eines Grundmusters Spezifikationsnummern vergeben wurde. Beispiel ist die Hawker Fury, deren Prototyp nach der Nummer F.20/27 gebaut wurde. Für die Serienversion Mk. I war es die Nummern F.13/30, F.13/32, F.14/32 und für die Mk. II die F.6/35. 1938 wurde dann die Regelung eingeführt, dass nur Prototypen und konzeptionelle Entwürfe des gleichen Flugzeugs Spezifikationsnummern erhalten. Wenn ein Hersteller ein Flugzeug ohne offiziellen Auftrag auf eigenes Risiko entwickelte, konnte eine entsprechende Nummer auch nachträglich vergeben werden. Ein Beispiel hierfür ist die de Havilland DH.98 Mosquito.
Die ab 1927 eingeführten Präfix-Kennungen waren anfangs „B“ für mehrmotorige Bomber, „C“ für Transporter (Cargo), „F“ für landgestützte Jagdflugzeuge (Fighter), „M“ für Torpedobomber, „N“ für Marinejäger (Naval fighter), „R“ für Aufklärer (Reconnaissance). Doch schon bald kamen neue Kennungen hinzu: „A“: Heeresunterstützung (Army Co-Operation), „E“: Experimental, „G“: Mehrzweck (General Purpose), „O“: Beobachter (Observation), „P“: leichter Bomber, „Q“: funkgesteuerte unbemannte Zieldarsteller, „X“: Lastensegler.
Wurden bis 1933 noch etwa 20 Ausschreibungen pro Jahr durchgeführt, so stieg die Zahl mit den Wiederbewaffnungsbestrebungen von Nazi-Deutschland im Jahr 1934 auf 40, dann 1935 auf über 41 und auf 47 im Jahr 1936. Nach der erwähnten Beschränkung auf Prototypen und konzeptionelle Entwürfe sank diese Zahl dann stetig (1941 auf 12, 1942 waren es noch 11), nicht zuletzt auch wegen eines einsetzenden Sättigungseffekts bei den ausgeschriebenen und notwendigen neuen Mustern.
| A.M.Spec. | Verwendung                 | Muster                                      | A.M.Spec. | Verwendung               | Muster                        |
| --------- | -------------------------- | ------------------------------------------- | --------- | ------------------------ | ----------------------------- |
| 1/20      | Transport von Ersatzteilen | Bristol Tramp                               | F.7/30    | einsitziger Tagjäger     | Gloster Gladiator             |
| 2/20      | einsitziger Bomber         | Avro Aldershot, De Havilland DH.27 Derby    | F.15/30   | zweisitziger Tagjäger    | Hawker Demon                  |
| 3/20      | einsitziger Torpedoträger  | Blackburn Dart, Handley Page Hanley         | 18/30     | Tagbomber                | Fairey Gordon                 |
| 4/20      | Fotoaufklärung             | Boulton Paul Bolton                         | 25/31     | leichter Tagbomber       | Hawker Hind                   |
| 5/20      | Truppentransporter         | Armstrong Whitworth Awana, Vickers Victoria | 4/33      | Torpedobomber            | Blackburn Baffin              |
| 7/20      | Marine, Beobachter         | Supermarine Seagull                         | S.15/33   | Marine-Torpedobomber     | Fairey Swordfish              |
| 8/20      | Marine, Beobachter         | Westland Walrus                             | F.36/34   | einsitziger Tagjäger     | Hawker Hurricane              |
| 9/20      | Posttransport              | Boulton Paul Bodmin, Parnall Possum         | F.37/34   | einsitziger Tagjäger     | Supermarine Spitfire          |
| 10/20     | Langstreckenbomber         | de Havilland Doncaster                      | B.1/35    | schwerer Bomber          | Vickers Warwick               |
| 1/21      | Langstreckenbomber         | Vickers Virginia                            | B.28/35   | leichter Bomber          | Bristol Blenheim              |
| 25/22     | Nachtjäger                 | Hawker Woodcock                             | T.23/36   | Fortgeschrittenentrainer | Airspeed Oxford               |
| 24/25     | Torpedobomber              | Vickers Vildebeest                          | P.9/38    | mittlerer Bomber         | Armstrong-Whitworth Albemarle |
| 12/26     | einsitziger Bomber         | Hawker Hart                                 | F.17/39   | zweimotoriger Nachtjäger | Bristol Beaufighter           |

## 1950-System
Ende 1949 führte man ein etwas geändertes System ein, bei dem die Jahreszahl weggelassen und einige neue Kürzel eingeführt wurden. Zusätzlich zu den oben beschriebenen Kürzeln gab es nun die Präfixe FGA (Fighter Ground Attack), SR (Strike Reconnaissance), GR (Ground Attack), MR (Maritime Reconnaissance), IB (Intruder Bomber) und UB (Unmanned Bomber). Der jeweilige Status einer Ausschreibung wurde durch ein Suffix kenntlich gemacht: Nach der Übermittlung an die Unternehmen stand ein T als Suffix, die weitere Entwicklung wurde durch ein D gekennzeichnet, bevor schließlich nach Bau eines Prototyps die Ausschreibungskennung nachgestellt ein P erhielt. Die sequentielle Nummerierung begann bei 100.
Die erste Konstruktion entsprechend diesen Vorgaben war die Short SB.5, die nach den Anforderungen der ER.100 entwickelt wurde.
| A.M.Spec.     | Verwendung                                      | Muster                           |
| ------------- | ----------------------------------------------- | -------------------------------- |
| ER.100        | Pfeilflügelforschung                            | Short SB.5                       |
| ER.103        | Hochgeschwindigkeits-Deltaflügel-Forschung      | Fairey FD.2                      |
| B.104/OR.285  | Pfadfinder/Bomber                               | Vickers Valiant B.2              |
| F.105P/P2/D2  | einsitziges Jagdflugzeug                        | Supermarine Swift                |
| F.108         | Allwetterjagdflugzeug                           | de Havilland DH.112 Venom NF.2   |
| N.113         | einsitziger Marinejäger (abgeleitet aus N.9/47) | Supermarine Scimitar             |
| GR.117        | Ubootjäger (Serienausführung)                   | Fairey Gannet AS.2 und AS.4      |
| GR.117/OR.220 | Marine-Frühwarnflugzeug                         | Fairey Gannet AEW.3              |
| T.117         | Marine-Schulflugzeug                            | Fairey Gannet T.2 und T.7        |
| IB.122        | Intruder-Bomber                                 | English Electric Canberra B(I).8 |
| HR.127        | Helikopter-Serienfertigung (alle Varianten)     | Westland Whirlwind               |
| B.128P        | Mittelstreckenbomber (Serie)                    | Handley Page Victor B.1 und B.2  |
| B.129P        | Mittelstreckenbomber (Serie)                    | Avro Vulcan B.1 und B.2          |
| C.132         | Langstreckentransporter                         | Vickers V1000 (abgebrochen)      |
| ER.134        | Hochgeschwindigkeitsforschung                   | Bristol 188                      |
| F.138P        | Abfangjäger mit Mischantrieb                    | Saunders-Roe SR.53               |
| N.139P        | Marine-Allwetterjäger                           | De Havilland DH.110 Sea Vixen    |
| ER.143        | V/STOL-Forschung                                | Short SC.1                       |
| M.148T        | zweisitziges Marinekampfflugzeug                | Blackburn Buccaneer              |
| H.150         | Doppelrotorhubschrauber (Serie)                 | Bristol Belvedere                |

Es gab jedoch auch Flugzeuge, bei deren Entwicklung und Einsatz weder eine OR-Nummer noch eine Specification-Kennung vergeben wurde. Beispiel ist hierfür die Avro Ashton, die eine wichtige Rolle in der Forschung und Entwicklung von Avionikelementen und Triebwerken spielte. In einzelnen Fällen erhielten die Baumuster eine an die Specification-Kennung angelehnte Werksbezeichnung. Dies war etwa bei der BAC 221 der Fall, die zuerst nach ER.193 und dann nach ER.221 entwickelt wurde. Ein weiteres Beispiel ist die Saunders-Roe SR.177, die nach den Anforderungen aus F.177D entstand.